# 凯鲁哈菲兹
Khairul Hafiz Jantan（1998年7月22日—）是馬來西亞男子田徑運動員，在2016年亞洲青年田徑錦標賽100公尺決賽以10.36秒奪冠。他也曾参加2018年和2022年亚洲运动会。

## 外部連結
- 凯鲁哈菲兹在的頁面